# 179647 Stuartrobbins
179647 Stuartrobbins è un asteroide della fascia principale. Scoperto nel 2002, presenta un'orbita caratterizzata da un semiasse maggiore pari a 2,4422922 au e da un'eccentricità di 0,1852304, inclinata di 1,17232° rispetto all'eclittica.